# Championnat d'Uruguay de football 1988
Navigation
Saison précédente Saison suivante
La saison 1988 du Championnat d'Uruguay de football est la quatre-vingt-sixième édition du championnat de première division en Uruguay. Les treize meilleurs clubs du pays sont regroupés au sein d'une poule unique, la Primera División, où ils s'affrontent deux fois au cours de la saison, à domicile et à l'extérieur. En fin de saison, le dernier du classement cumulé des deux dernières saisons est relégué et remplacé par le champion de deuxième division.
C'est le Danubio Fútbol Club qui est sacré champion d'Uruguay cette saison après avoir terminé en tête du classement final avec neuf points d’avance sur un duo composé par Club Atlético Peñarol et le tenant du titre, Defensor Sporting Club. C'est le tout premier titre de champion d'Uruguay de l’histoire du club.

## Qualifications continentales
Les deux premiers de la Liguilla pré-Libertadores obtiennent leur billet pour la prochaine Copa Libertadores.

## Les clubs participants
| - CA Peñarol - Defensor Sporting Club - Club Nacional de Football - Club Atlético Bella Vista - Huracán Buceo - Club Atlético Progreso | - CA River Plate - Danubio FC - CA Cerro - Liverpool Fútbol Club - Promu de D2 - Central Español Fútbol Club - Montevideo Wanderers - Club Sportivo Miramar Misiones |

## Compétition

### Classement
Le barème utilisé pour établir le classement est le suivant :
- Victoire : 2 points
- Match nul : 1 point
- Défaite : 0 point

| Rang | Équipe                         | Pts | J  | G  | N  | P  | Bp | Bc | Diff |
| ---- | ------------------------------ | --- | -- | -- | -- | -- | -- | -- | ---- |
| 1    | Danubio Fútbol Club            | 40  | 24 | 18 | 4  | 2  | 52 | 18 | +34  |
| 2    | Club Atlético Peñarol          | 31  | 24 | 13 | 5  | 6  | 51 | 30 | +21  |
| 3    | Defensor Sporting ClubT        | 31  | 24 | 12 | 7  | 5  | 33 | 17 | +16  |
| 4    | Huracán Buceo                  | 28  | 24 | 11 | 6  | 7  | 25 | 25 | 0    |
| 5    | Liverpool Fútbol ClubP         | 25  | 24 | 10 | 5  | 9  | 20 | 21 | -1   |
| 6    | Montevideo Wanderers           | 24  | 24 | 6  | 12 | 6  | 25 | 26 | -1   |
| 7    | Club Nacional de FootballCL    | 22  | 24 | 8  | 6  | 10 | 26 | 32 | -6   |
| 8    | Club Atlético Cerro            | 21  | 24 | 9  | 3  | 12 | 21 | 29 | -8   |
| 9    | Central Español Fútbol Club    | 21  | 24 | 7  | 7  | 10 | 19 | 27 | -8   |
| 10   | CA River Plate                 | 20  | 24 | 5  | 10 | 9  | 26 | 27 | -1   |
| 11   | Club Atlético Bella Vista      | 18  | 24 | 5  | 8  | 11 | 20 | 33 | -13  |
| 12   | Club Sportivo Miramar Misiones | 18  | 24 | 4  | 10 | 10 | 24 | 38 | -14  |
| 13   | Club Atlético Progreso         | 13  | 24 | 4  | 5  | 15 | 20 | 39 | -19  |

|  | Club champion d’Uruguay et qualifié pour la Liguilla pré-Libertadores           |
|  | Qualification pour la Copa Libertadores 1989                                    |
|  | Qualification pour la Liguilla pré-Libertadores                                 |
|  | Relégation directe en deuxième division                                         |
|  | CL : Vainqueur de la Copa Libertadores 1988 T : Tenant du titre P : Promu de D2 |

- Club Sportivo Miramar Misiones est relégué car c'est le club le moins performant lors des deux dernières saisons.

### Liguilla pré-Libertadores
Les six clubs qualifiés disputent la Liguilla pour déterminer les deux clubs qualifiés pour la Copa Libertadores 1989. Si le champion ne termine pas parmi les deux premiers, il obtient le droit d'affronter le second de la Liguilla pour connaître la deuxième formation qualifiée.
| Rang | Équipe                 | Pts | J | G | N | P | Bp | Bc | Diff |  | Résultats (▼ dom., ► ext.) | Peñ | De  | Dan | Wan | Hur | Livl |
| ---- | ---------------------- | --- | - | - | - | - | -- | -- | ---- |  | -------------------------- | --- | --- | --- | --- | --- | ---- |
| 1    | Club Atlético Peñarol  | 9   | 5 | 4 | 1 | 0 | 16 | 4  | +12  |  | Club Atlético Peñarol      |     | 4-1 | 0-0 | 3-1 | 5-0 | 4-2  |
| 2    | Defensor Sporting Club | 6   | 5 | 2 | 2 | 1 | 8  | 8  | 0    |  | Defensor Sporting Club     |     |     | 2-1 | 3-1 | 1-1 | 1-1  |
| 3    | Danubio Fútbol ClubT   | 5   | 5 | 2 | 1 | 2 | 5  | 6  | -1   |  | Danubio Fútbol ClubT       |     |     |     | 1-0 | 2-1 | 1-3  |
| 4    | Montevideo Wanderers   | 4   | 5 | 2 | 0 | 3 | 6  | 9  | -3   |  | Montevideo Wanderers       |     |     |     |     | 2-1 | 2-1  |
| 5    | Huracán Buceo          | 3   | 5 | 1 | 1 | 3 | 6  | 11 | -5   |  | Huracán Buceo              |     |     |     |     |     | 3-1  |
| 6    | Liverpool Fútbol Club  | 3   | 5 | 1 | 1 | 3 | 8  | 11 | -3   |  | Liverpool Fútbol Club      |     |     |     |     |     |      |

Barrage pour la deuxième place :
|  | Danubio Fútbol Club | 1 - 1 | Defensor Sporting Club |  |  |
|  |                     |       |                        |  |  |
|  | Tirs au but 3-2     |       |                        |  |  |

## Bilan de la saison
| Championnat d'Uruguay de football 1988 |                                             |
| Champion                               | Danubio Fútbol Club (1er titre)             |
| Qualifications continentales           |                                             |
| Copa Libertadores 1989                 | Club Nacional de Football (tenant du titre) |
| Copa Libertadores 1989                 | Club Atlético Peñarol                       |
| Copa Libertadores 1989                 | Danubio Fútbol Club                         |
| Promotions et relégations              |                                             |
| Promus en Primera División             | Club Atlético Rentistas                     |
| Relégués en Primera B                  | Club Sportivo Miramar Misiones              |